# Giovanni Todeschino

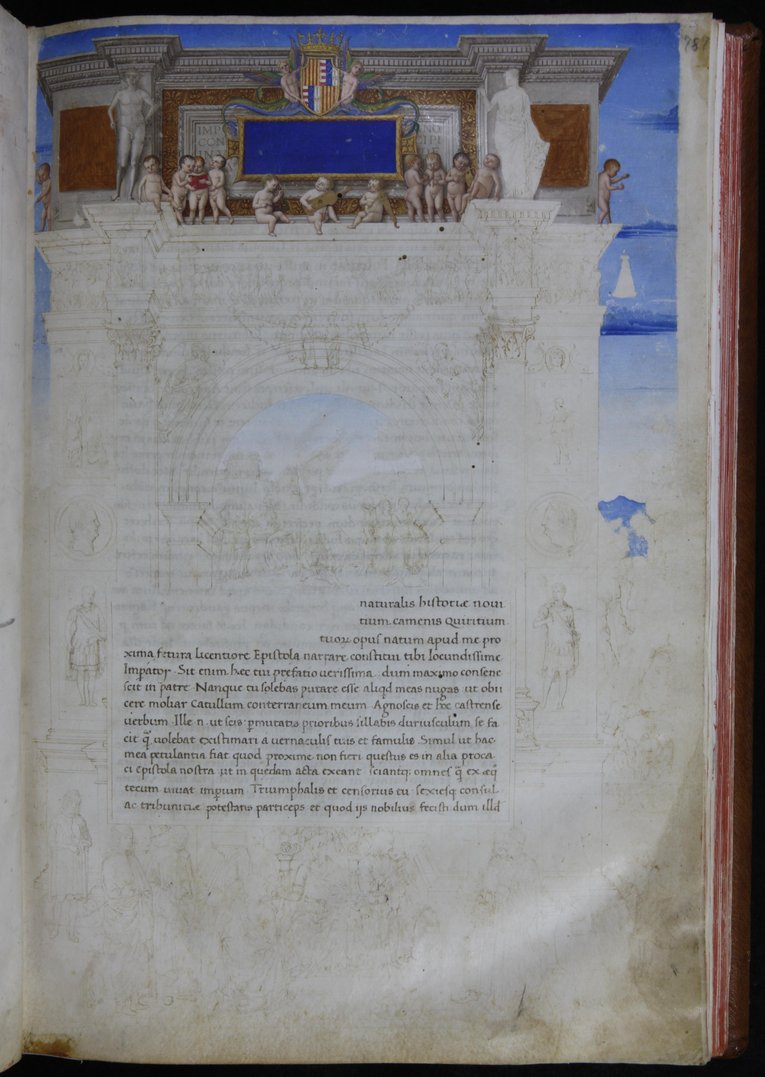
Frontespizio della Storia naturale di Plinio.

Giovanni Todeschino (Bergamo, ... – Napoli, 1503) è stato un miniatore italiano attivo tra il 1482 e il 1503, principalmente a Napoli.

## Biografia
Si dice che fosse il figlio dello scriba e miniatore, Joachinus de Gigantibus de Rothenburg, da cui il suo nome in italiano Todeschino ("piccolo tedesco"). Questa relazione è stata comunque messa in discussione.
Giovanni Todeschino, nato a Bergamo secondo il suo testamento, è menzionato nell'archivio dei re di Napoli dal 1482 per il quale realizzò diverse decorazioni di opere in collaborazione con gli altri membri del laboratorio reale: Cola Rapicano, suo figlio Nardo e Cristoforo Majorana.
Sembra che abbia seguito Federico I di Napoli durante il suo esilio in Turenna. In questa occasione, e durante un breve soggiorno tra l'inverno 1501 e la primavera 1502, produsse diverse opere in Francia e collaborò con Jean Bourdichon a vari manoscritti tra cui il libro delle ore di Federico I. In questa occasione, influenzò lo stile di diversi miniatori della Turenna. Ritornò a Napoli nel giugno 1503 dove fu indicato come residente a San Domenico Maggiore. Morì qualche tempo dopo, prima del gennaio 1504.
Pietro Summonte in una lettera, del 20 marzo 1524, indirizzata a Marcantonio Michiel, si riferisce ancora a lui in termini elogiativi e indica che era stato influenzato dal miniatore romano di origine padovana Gaspare da Padova
Teresa D'Urso propose di identificare Giovanni Todeschino nel "Maestro di Plinio a Londra", un miniatore attivo a Roma. Questa identificazione è stata comunque contestata da Jonathan Alexander che vede uno stile diverso.

## Opere

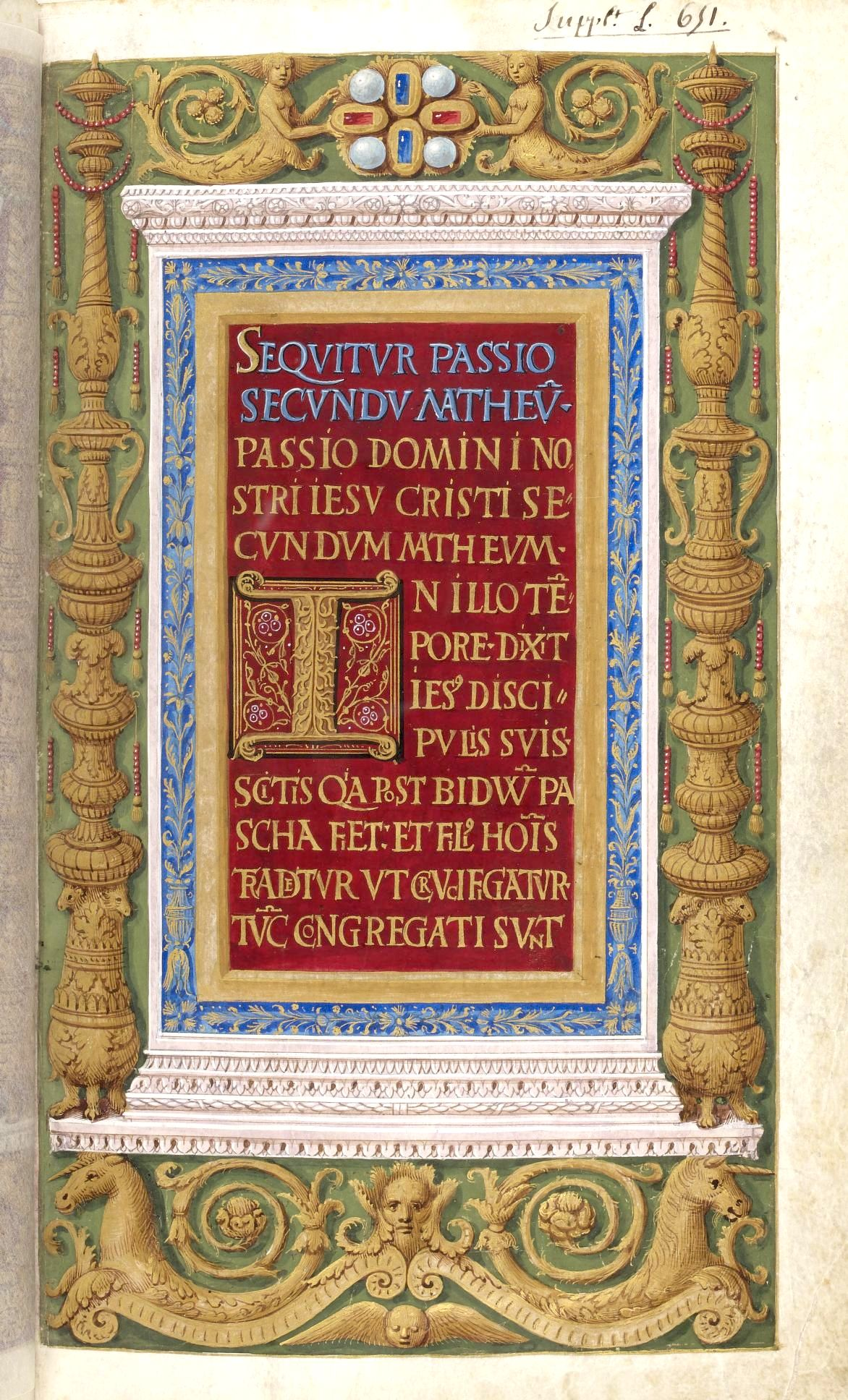
Libro delle Ore di Federico d'Aragona, nelle cornici c'è l'attribuzione a Todeschino.

- Storia naturale di Plinio il Vecchio, intorno al 1470-1480, di Cola Rapicano e Cristoforo Majorana, completata dopo il 1494 da Todeschino, Biblioteca storica dell'Università di Valencia, Ms.691[9]
- libro delle ore per un committente napoletano anonimo, 2 miniature (f.176v e 179) in collaborazione con Nardo Rapicano, 1483, Morgan Library and Museum, New York, M.1052[10]
- Moralia in Iob di Gregorio il Grande, iniziata nel 1485 per Giovanna d'Aragona da Gaspare di Padova e completata da Todeschino e Cristoforo Majorana, antica collezione Georges d'Amboise, Biblioteca nazionale di Francia, Latino 2231 (1-3)[11]
- Decenni di Flavio Biondo, 1494, Biblioteca bavarese, Monaco di Baviera, Clm 11324[12]
- Odi di Orazio, intorno al 1495, Kupferstichkabinett di Berlino, Ms.78D14
- Il libro delle ore di Federico I di Napoli, in collaborazione con Jean Bourdichon e il suo laboratorio tra cui il Maestro francese di Claude, intorno al 1501, BNF Lat. 10532[13]
- Officia octo (raccolta di preghiere) di Leonardo Corvino, in collaborazione con Bourdichon, British Library, Ms Add 21591
- Libro delle ore per Anna di Bretagna, Museo Teylers, Haarlem.
- Ore della Sainte-Chapelle di Jean II Nicolay, venduto da Sotheby's il 19 giugno 1989 lotto 3033, collezione privata[14]
- Crucifixion, New York, collezione Breslauer